# Victor Scheinman
Victor Scheinman (Augusta, 28 de diciembre de 1942 – 20 de septiembre de 2016) fue un pionero estadounidense en el campo de la robótica. Nació en Augusta, Georgia, donde su padre Leonard estaba estacionado en el ejército de los EE. UU. Al final de la guerra, la familia se mudó a Brooklyn y su padre volvió a trabajar como profesor de psiquiatría. Su madre enseñaba en una escuela hebrea.
La primera experiencia de Scheinman con robots fue ver The Day the Earth Stood Still (El día que la tierra se detuvo) alrededor de los 8 o 9 años. La película lo asustó y su padre sugirió construir un modelo de madera como terapia.: 4.1  Cuando era adolescente, Scheinman diseñó y construyó una máquina de escribir controlada por voz, Este proyecto de la Feria de Ciencias le dio acceso al MIT como estudiante universitario de ingeniería y le proporcionó una base para sus posteriores inventos. Se graduó de la ahora desaparecida New Lincoln High School en Nueva York. A fines de la década de 1950, y mientras estaba en la escuela secundaria, Scheinman diseñó una máquina de voz a texto como un proyecto de feria de ciencias.

## Educación
Scheinman asistió al MIT como estudiante universitario, a partir de los 16 años y completó una licenciatura en Aeronáutica y Astronáutica en 1963. Era presidente del Model Airplane Club y tenía un trabajo de verano en Sikorsky Aircraft. Su tesis de licenciatura fueron sobre el control de la profundidad de un modelo de ala de hidroala en el tanque de remolque del MIT.: 4.2 
Después de graduarse, por consejo y recomendación de su asesor, Holt Ashley, consiguió un trabajo en Boeing, donde trabajó en un simulador de gravedad lunar. Por un tiempo, se fue a viajar por el mundo, y luego se matriculó en el programa de posgrado de la Universidad de Stanford, inicialmente en Aeronáutica y Astronáutica, luego se cambió a Ingeniería Mecánica, mientras aún tomaba cursos en A&E. Completó su maestría en un año y se quedó para trabajar en un título de ingeniero. Tenía trabajos de verano trabajando en el programa Apolo, con proyecto en el escudo térmico del Módulo de Comando y las turbinas de cohetes Saturno.: 4.3 

## Robótica
A finales de los 1950, y mientras se encontraba en el instituto, Scheinman diseñó una máquina para convertir voz a texto en un proyecto para una feria de ciencias. 
En 1972 (algunas fuentes citan 1969), mientras estaba en la Universidad Stanford, Scheinman inventó el Stanford arm, un brazo robot articulado de 6-ejes totalmente eléctrico, que era capaz de alcanzar cualquier posición en el espacio bajo el control de una computadora, ampliando el uso de los robots a aplicaciones más complejas como el ensamblaje y la soldadura por arco. 
En 1973 Scheinman creó Vicarm Inc. para manufacturar sus brazos robot. 
En 1977, Scheinman vendió su diseño a Unimation, quien lo mejoró, con ayuda de General Motors, creando el brazo Robot PUMA. 
Fue brevemente Mánager general de la división de la costa oeste de Unimation, hasta que en 1980 se unió a Automatix como cofundador y vicepresidente. En Automatix, Scheinman desarrolló RobotWorld, un sistema de cooperación de pequeños módulos suspendidos por un motor lineal 2-D. La línea de producto se vendió posteriormente a Yaskawa.

## Vida personal
Se casó con Sandra Auerback en agosto de 2006. Su sobrina es la violinista de jazz Jenny Scheinman. 